# Liefkenshoek
Le Liefkenshoek est un lieu-dit situé dans l’ancienne commune de Kallo (laquelle fait partie aujourd’hui de l’entité de Beveren, Belgique, province de Flandre-Orientale), sur la rive gauche de l’Escaut, un peu au sud de Doel, en face de Fort Lillo.

## Le fort
Le fort du Liefkenshoek fut édifié sur ce lieu-dit au XVIe siècle, à l’initiative de Guillaume d’Orange, et faisait pendant au fort de Lillo. Il joua un certain rôle dans les guerres de religion, en particulier lors du siège d’Anvers.

### Histoire

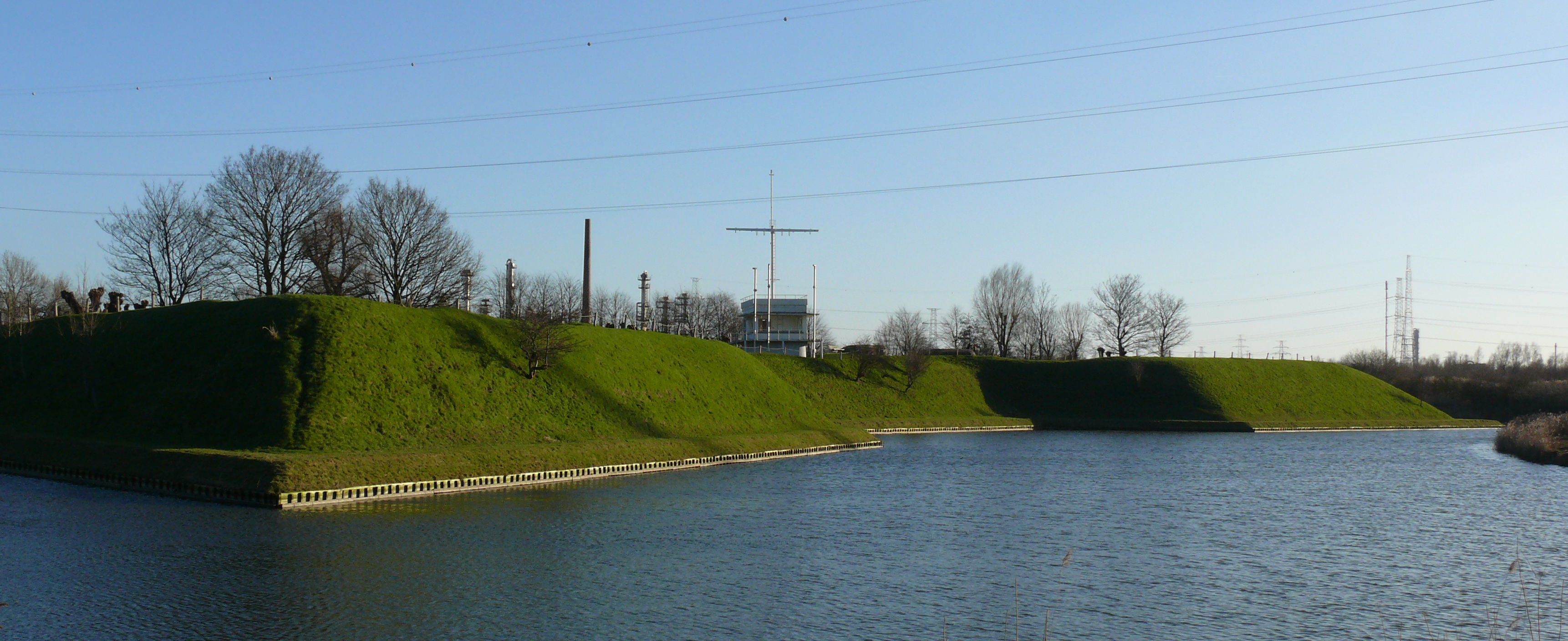
Les bastions.

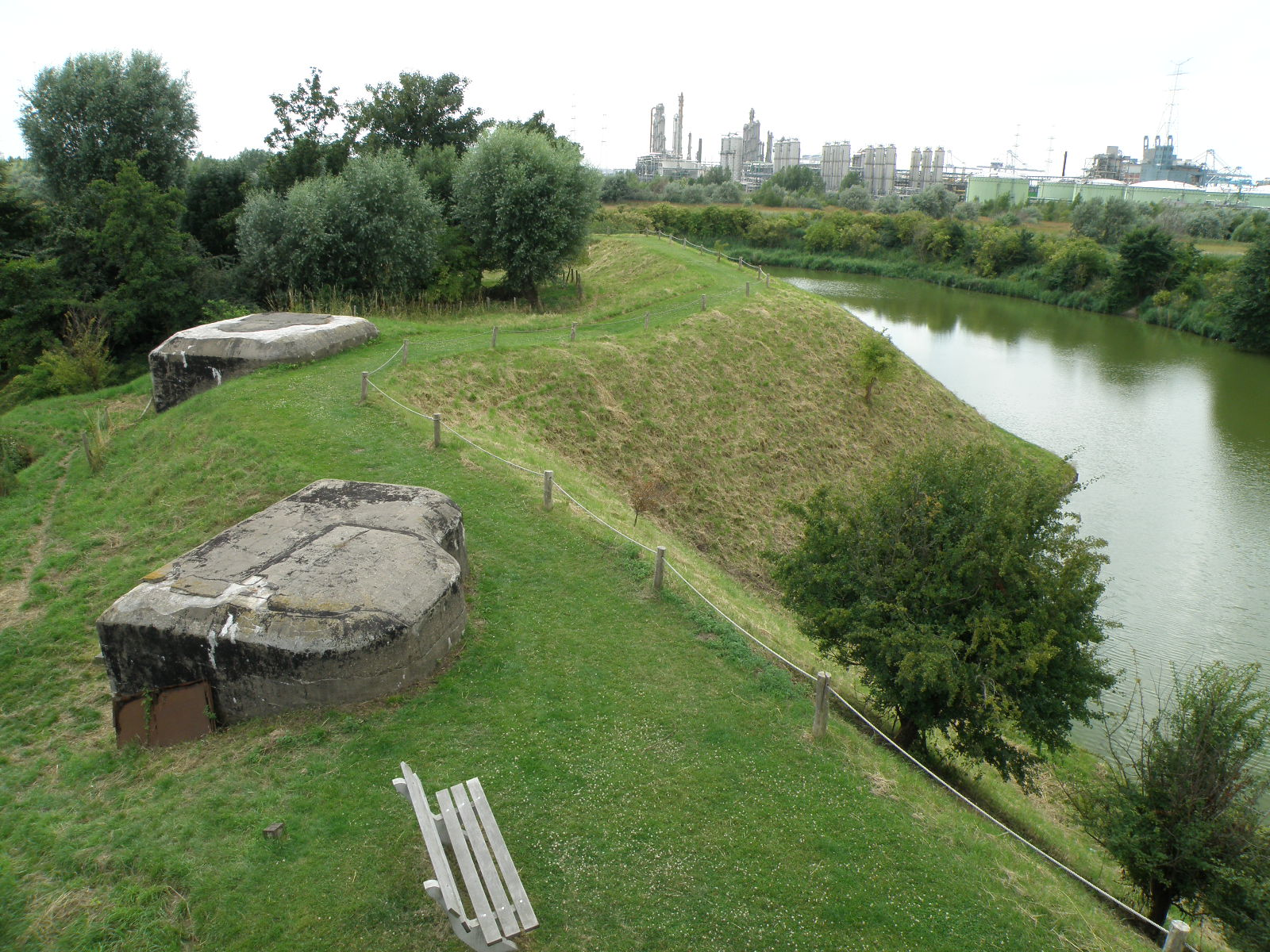
Bunkers allemands de 1917 et remparts, vus depuis le belvédère.

C’est à l’insistance de Guillaume d’Orange que furent construites, pour le compte des révoltés des Pays-Bas, une casemate à Liefkenshoek en 1582 et une autre à Lillo en 1584, comme points d'appui s’inscrivant dans un système de fortifications autour de la ville d’Anvers, alors menacée par les troupes d'Alexandre Farnèse. Les deux forts furent achevés par l'ingénieur David d'Orléans. En juin et juillet 1584, les lieutenants du duc de Parme tentèrent de s’emparer des deux fortins. Mondragón fut contraint, après de lourdes pertes, de lever le siège de Lille, mais « Richebourg » (Robert de Melun, marquis de Roubaix) parvint à s’emparer de Liefkenshoek le 10 juillet 1584, ce qui mit Farnèse en mesure de jeter en travers de l’Escaut, à partir du fortin conquis, son fameux pont de bateaux, long de 800 mètres, destiné à empêcher les insurgés du nord à se porter au secours d’Anvers assiégée. Justin de Nassau réussit, il est vrai, à reprendre possession de Liefkenshoek au début avril 1585, trop tard cependant pour empêcher la chute d’Anvers en août. Lors de la capitulation anversoise, les deux fortins restèrent aux mains des Provinces-Unies, rendant celles-ci à même d’imposer un blocus total de l’Escaut ; de plus, Lillo et Liefkenshoek ayant été attribués aux Provinces-Unies par le traité de Westphalie, la fermeture de l’Escaut put être effectivement maintenue pendant une longue période, jusqu’au moment où, aux termes du traité de Fontainebleau de 1785, les États-Généraux durent céder les deux fortifications à Joseph II. S'il avait certes déjà été conquis (en même temps que le fort de Lillo) en 1747 par les troupes françaises, durant la guerre de Succession d’Autriche, le fortin avait dû cependant, par le traité d’Aix-la-Chapelle, être restitué aux Pays-Bas du Nord. Après la révolution belge de 1830, les garnisons hollandaises parvinrent à se maintenir dans les deux fortins jusqu’en 1839. Démantelés par le gouvernement belge en 1894, ces fortins perdirent alors toute fonction militaire. De 1843 à 1952, le fort de Liefkenshoek servit de centre de quarantaine.
Le fort de Liefkenshoek est depuis 1980 propriété de la commune de Beveren, et a été classé monument historique en 1985.

### État actuel
Le fort de Liefkenshoek, mieux encore que son «frère» de l’autre rive, le fort de Lillo, correspond au prototype des fortifications du XVIe siècle et en a fidèlement conservé le plan de base. Toutefois, le dépôt de munitions, ainsi que la bâtisse semi-circulaire, appelée « de Kat » (mot néerl., réduit), qui occupe le centre du fort, ne furent édifiés qu’en 1810 et 1811, par les Français ; dans cette bâtisse, caserne composée de 12 casemates, pouvaient prendre garnison quelque 400 soldats.

### «Centre de visiteurs»

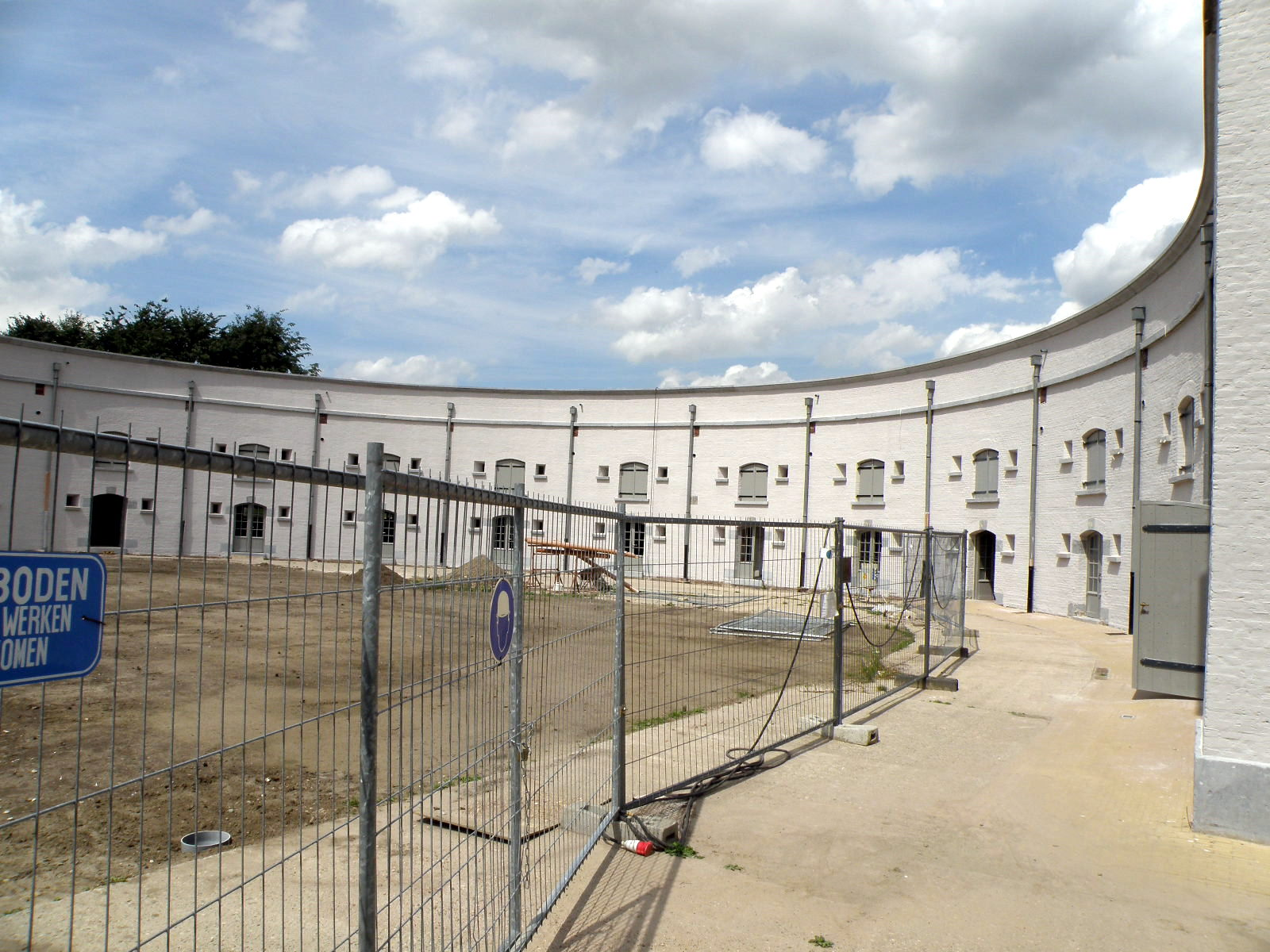
Le réduit casematé (kat) au centre du fort, en cours de restauration (2009).

La municipalité de Beveren a aménagé (2007) le lieu en site d’excursion touristique : tour d’observation accessible aux visiteurs, sentier permettant de faire le tour des remparts, organisation de visites guidées, etc. Mais surtout, quatre des 12 casemates que comporte le réduit, dont la restauration avait été engagée en 2006, abritent depuis septembre 2007 un bezoekerscentrum, espace didactique consacré à l'histoire, la vie quotidienne et la culture locales, et axé sur les thèmes suivants : vestiges de la guerre de Quatre-Vingts Ans et navigation, avec réplique d’un navire ancien dans laquelle les visiteurs peuvent prendre place (première casemate) ; inondations, endiguements, pêcheries et agriculture, et une maquette de la célèbre cogue de Doel, mise au jour en 2000, un peu au nord de Liefkenshoek (deuxième casemate) ; histoire du fort, notamment évocation de sa fonction de centre de quarantaine (troisième casemate) ; enfin, l’irruption du monde industriel et les nouvelles infrastructures portuaires de la rive gauche (quatrième casemate).

## Réserve naturelle
Le fort ainsi qu’une vaste étendue alentour ont été classés zone de protection spéciale-oiseaux (ZPS-O), au titre de la directive oiseaux de l’Union européenne, sous l’intitulé Vasières et polders de l’Escaut inférieur. Le fort est de plus une zone protégée au titre de la directive habitat, en raison des possibilités d’hibernation qu’il est susceptible d’offrir aux chauves-souris.

## Tunnels
À proximité se trouvent deux tunnels, appelés tous les deux tunnels du Liefkenshoek, l'un routier (et payant), l'autre ferroviaire (encore en construction en 2011). Ils permettent la communication entre les rives gauches et droites de l’Escaut.

## Galerie

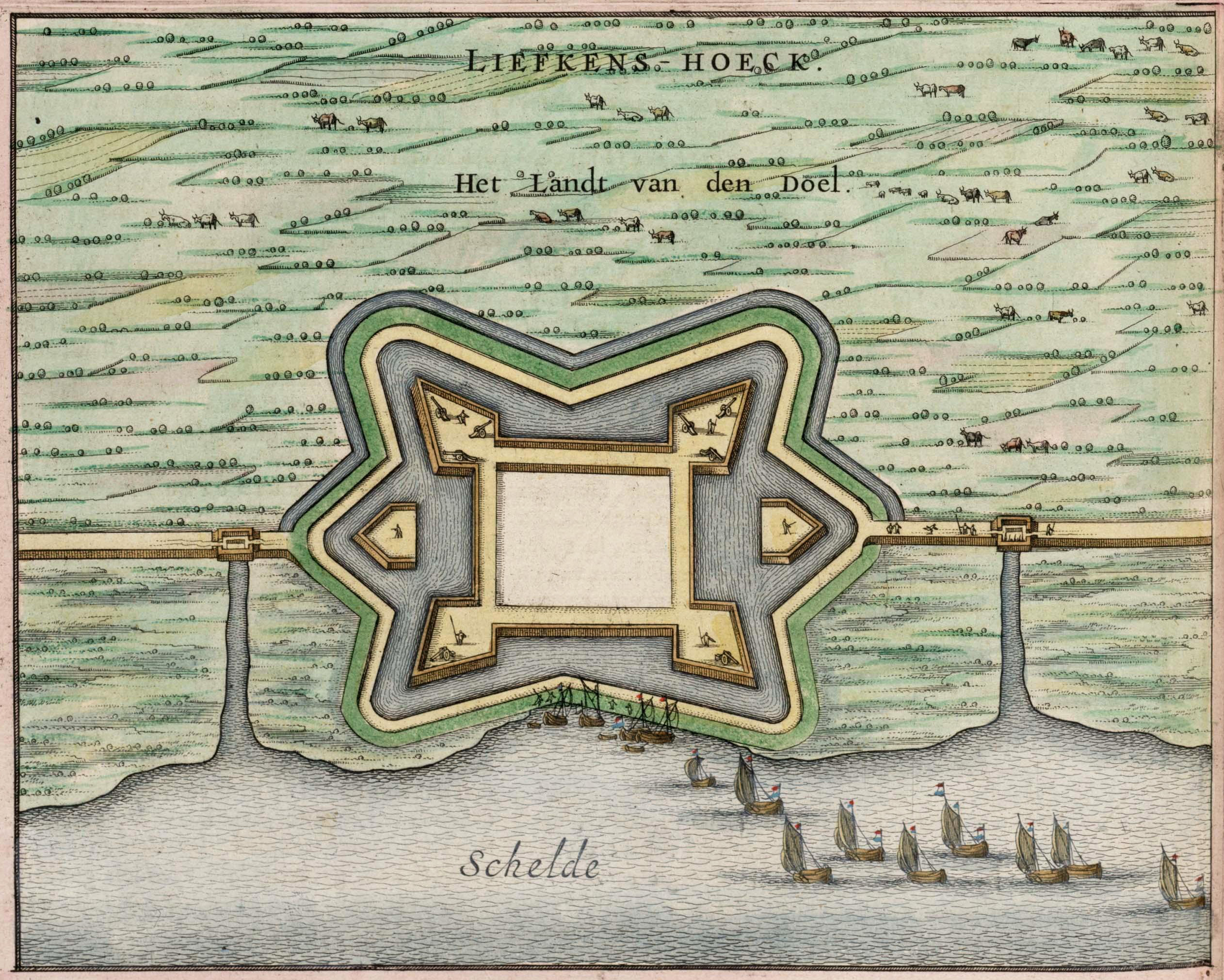
Le fort Liefkenshoek d'après l'Atlas van Loon en 1649.
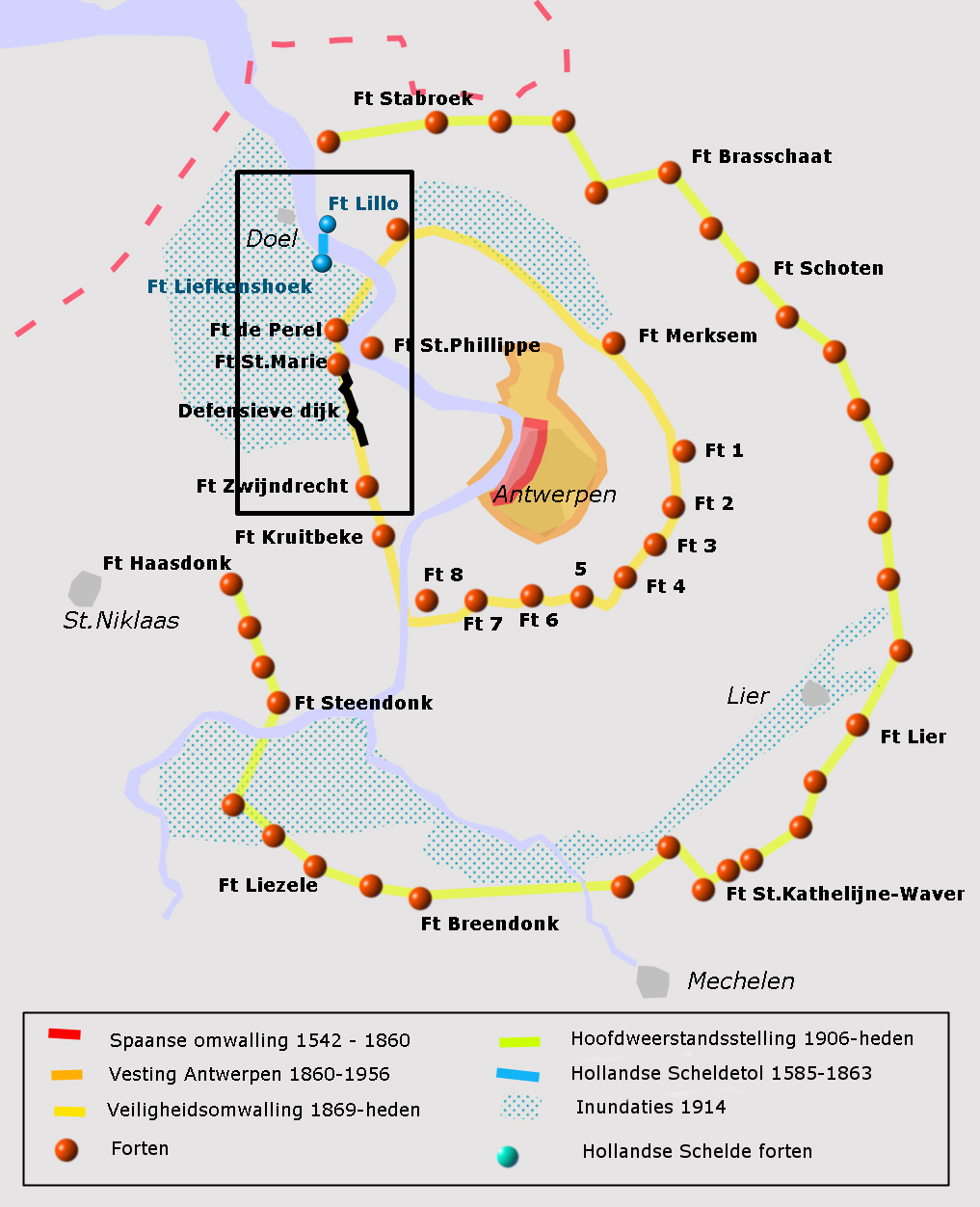
Position du fort Liefkenshoek dans la région d'Anvers.
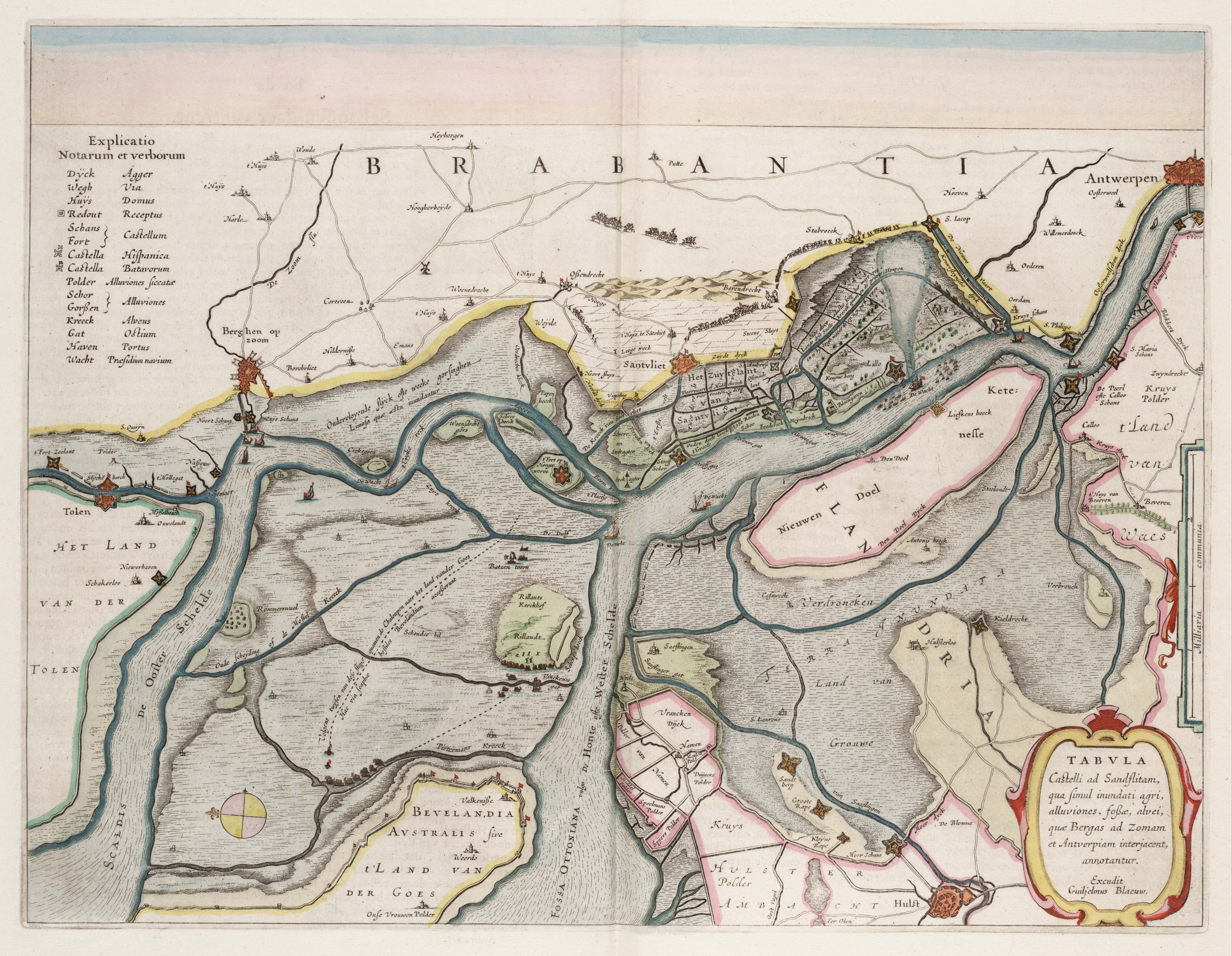
Le fort Liefkenshoek (positionné dans le coin gauche en haut de la carte entre les villes indiquées de "Zantvliet" et "Antwerpen") d'après Blaeu vers 1630.
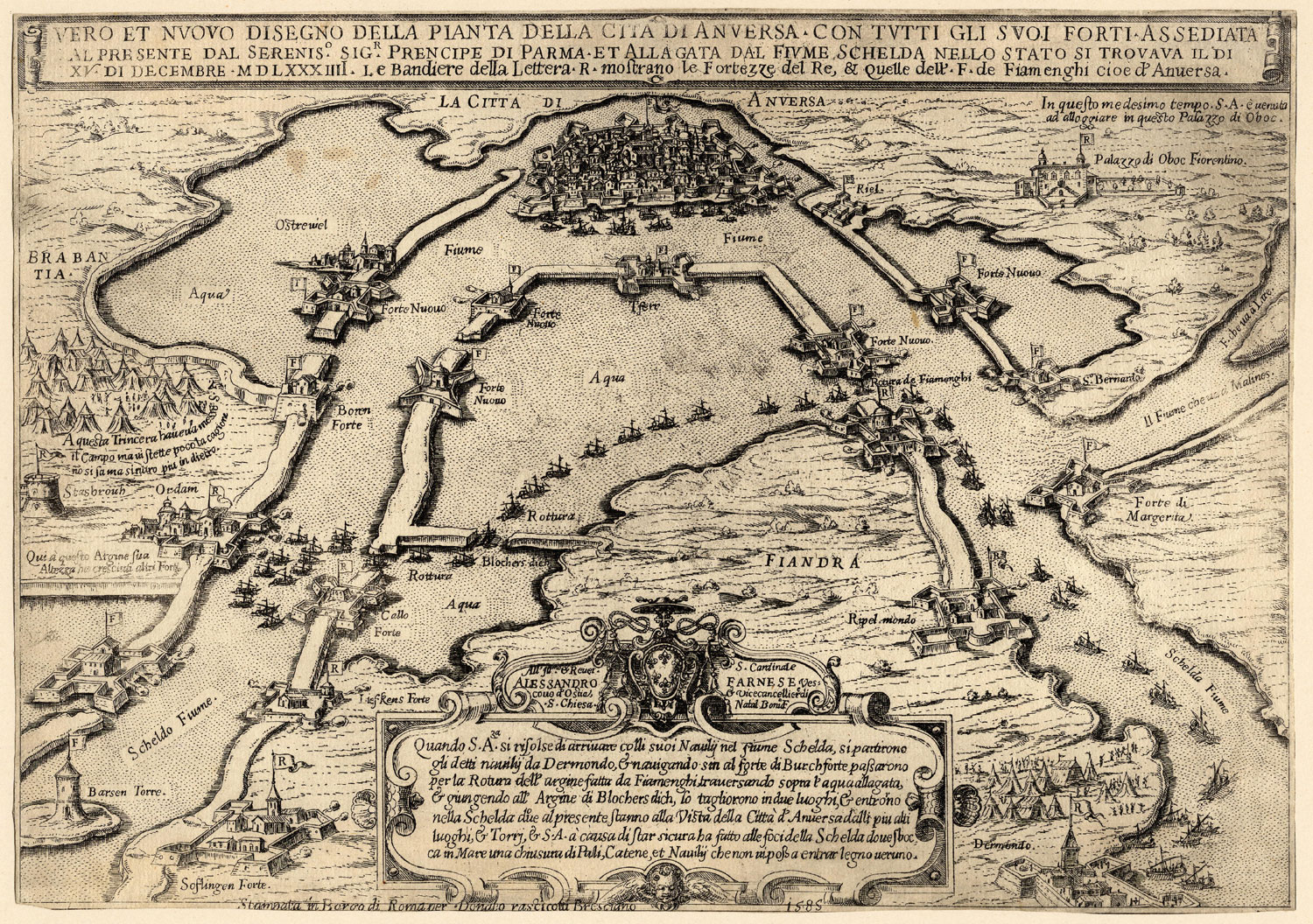
Le fort Liefkenshoek (indiqué en bas à gauche par la mention "LiefKens Forte") d'après Natale Bonifacio vers 1585.